# Wolfgang Hutter
 (mars 2019).
Pour les articles homonymes, voir Hutter.
Wolfgang Hutter, né le 13 décembre 1928 à Vienne et mort le 26 septembre 2014, est un peintre autrichien.

## Biographie
Hutter étudie de 1945 à 1950 à l'académie des beaux-arts de Vienne auprès de son père Albert Paris Gütersloh[réf. souhaitée]. Avec Ernst Fuchs, Rudolf Hausner, Edgar Jené et Fritz Janschka, il fonde un groupe surréaliste au sein de l'Art Club à Vienne et est aussi un des membres fondateurs de l'École viennoise de réalisme fantastique. Son univers visuel se caractérise par des jardins artificiels et des scènes fabuleuses dans un méticuleux travail de détail et de perfection technique[réf. souhaitée]. De 1966 à 1997, Hutter est professeur de l'université des arts appliqués de Vienne.